# اسکات اینس
اسکات اینِـس (انگلیسی: Scott Innes؛ زادهٔ ۱ اکتبر ۱۹۶۶) یک صداپیشه، هنرپیشه، و مجری رادیو اهل ایالات متحده آمریکا است. وی از سال ۱۹۹۷ میلادی تاکنون مشغول فعالیت بوده‌است.